# Kononovita
La kononovita és un mineral de la classe dels sulfats, que pertany al grup de la tilasita. Rep el nom en honor del mineralogista rus Oleg V. Kononov (1932-), de la Universitat Estatal de Moscou.

## Característiques
La kononovita és un sulfat de fórmula química NaMg(SO₄)F. Va ser aprovada com a espècie vàlida per l'Associació Mineralògica Internacional l'any 2013. Cristal·litza en el sistema monoclínic. La seva duresa a l'escala de Mohs és 3. És isostructural amb els fosfats i arsenats del grup de la tilasita i amb els silicats del grup de la titanita. Es tracta també del primer membre sulfat del grup de la tilasita. Químicament és molt similar a la krasheninnikovita.

## Formació i jaciments
Va ser descoberta a la fumarola Arsenàtnaia, que es troba al segon con d'escòria de l'avanç nord de la Gran erupció fissural del volcà Tolbàtxik, a l'óblast de Kamtxatka (Districte Federal de l'Extrem Orient, Rússia). Es tracta de l'únic indret de tot el planeta on ha estat descrita aquesta espècie mineral.